# اینونت انیمیت
اینونت انیمیت (انگلیسی: Invent Animate) یک گروه موسیقی متال‌کور آمریکایی از پورت نچز، تگزاس است که از سال ۲۰۱۱ آغاز به کار کرد.